# Marek Wójcik (ur. 1980)
Marek Krzysztof Wójcik (ur. 24 marca 1980 w Katowicach) – polski polityk, poseł na Sejm V, VI, VII i VIII kadencji, od 2023 wojewoda śląski.

## Życiorys
Ukończył w 1999 I Liceum Ogólnokształcące im. Mikołaja Kopernika w Katowicach. W 2015 został absolwentem studiów prawniczych na Wydziale Prawa i Administracji Uniwersytetu Śląskiego. Wykładał bezpieczeństwo narodowe na Akademii WSB w Dąbrowie Górniczej.
W 1997 wstąpił do Stowarzyszenia „Młodzi Demokraci”. Pracował jako wolontariusz w kampaniach wyborczych Unii Wolności, a w latach 1999–2000 należał do tej partii. W wyborach prezydenckich w 2000 był członkiem sztabu Andrzeja Olechowskiego. W 2001 wstąpił do Platformy Obywatelskiej. Był wiceprzewodniczącym zarządu dzielnicy Dąb, a w latach 2002–2005 sprawował mandat radnego w Katowicach. Pracował jako asystent posła na Sejm Piotra Matei (2001–2003), a także posła do Parlamentu Europejskiego Jana Olbrychta (2004–2005). W 2005 został wybrany na posła V kadencji z listy Platformy Obywatelskiej w okręgu katowickim. Do tego samego roku przewodniczył Stowarzyszeniu „Młodzi Demokraci” na Śląsku. W 2006 został wiceprezesem stowarzyszenia „Europa jest prosta”, a w 2010 członkiem rady programowej TVP.
W wyborach parlamentarnych w 2007 po raz drugi uzyskał mandat poselski, otrzymując 8870 głosów. W VI kadencji został członkiem komisji śledczej do zbadania okoliczności tragicznej śmierci byłej posłanki Barbary Blidy. W wyborach w 2011 z powodzeniem ubiegał się o reelekcję, dostał 10 753 głosy. W Sejmie VII kadencji objął przewodnictwo Komisji Spraw Wewnętrznych. W wyborach parlamentarnych w 2015 po raz czwarty uzyskał mandat poselski z okręgu katowickiego, otrzymując 8028 głosów. W Sejmie VIII kadencji został wiceprzewodniczącym Komisji Administracji i Spraw Wewnętrznych. W listopadzie 2016 wszedł w skład gabinetu cieni PO jako wiceszef gabinetu spraw wewnętrznych i administracji. W wyborach w 2019 nie został ponownie wybrany na posła.
Pracował następnie jako doradca marszałka Senatu. W grudniu 2023 został powołany na urząd wojewody śląskiego.

## Odznaczenia i wyróżnienia
W 2014 tygodnik „Polityka” na podstawie rankingu przeprowadzonego wśród polskich dziennikarzy parlamentarnych wymienił go wśród 10 najlepszych posłów tego roku. W 2015 został odznaczony Złotym Medalem za Zasługi dla Policji, a w 2024 Odznaką „Zasłużony dla Ochrony Przeciwpożarowej”.

## Życie prywatne
Jest żonaty, ma dwie córki.